# Lutjka (vattendrag i Vitryssland)
Lutjka (ryska: Лучка) är ett vattendrag i Belarus.   Det ligger i voblasten Hrodna voblast, i den västra delen av landet, 180 km väster om huvudstaden Minsk.
Trakten runt Lutjka består till största delen av jordbruksmark. Runt Lutjka är det ganska tätbefolkat, med 83 invånare per kvadratkilometer.